# نريونغري
نريونغري (بالروسية: Нерюнгри) هي إحدى مدن روسيا في الكيان الفدرالي الروسي ياقوتيا.

## المناخ
يظهر الجدول التالي التغييرات المناخية على مدار السنة لنريونغري:
| الشهر                             | يناير         | فبراير        | مارس          | أبريل         | مايو         | يونيو       | يوليو       | أغسطس       | سبتمبر       | أكتوبر        | نوفمبر        | ديسمبر        | المعدل السنوي |
| --------------------------------- | ------------- | ------------- | ------------- | ------------- | ------------ | ----------- | ----------- | ----------- | ------------ | ------------- | ------------- | ------------- | ------------- |
| الدرجة القصوى °م (°ف)             | −5.6 (21.9)   | −1.2 (29.8)   | 7.4 (45.3)    | 17.6 (63.7)   | 28.1 (82.6)  | 34.6 (94.3) | 34.8 (94.6) | 33.1 (91.6) | 26.3 (79.3)  | 17.7 (63.9)   | 4.6 (40.3)    | −1.8 (28.8)   | 34.8 (94.6)   |
| متوسط درجة الحرارة الكبرى °م (°ف) | −26.8 (−16.2) | −20.6 (−5.1)  | −10.6 (12.9)  | −0.1 (31.8)   | 9.8 (49.6)   | 19.5 (67.1) | 21.8 (71.2) | 18.8 (65.8) | 9.3 (48.7)   | −3.0 (26.6)   | −17.5 (0.5)   | −26.3 (−15.3) | −2.1 (28.1)   |
| المتوسط اليومي °م (°ف)            | −30.4 (−22.7) | −25.0 (−13.0) | −15.8 (3.6)   | −4.8 (23.4)   | 4.6 (40.3)   | 13.4 (56.1) | 16.1 (61.0) | 13.0 (55.4) | 4.5 (40.1)   | −7.1 (19.2)   | −21.2 (−6.2)  | −29.8 (−21.6) | −6.9 (19.6)   |
| متوسط درجة الحرارة الصغرى °م (°ف) | −33.9 (−29.0) | −29.2 (−20.6) | −21.2 (−6.2)  | −9.7 (14.5)   | −0.4 (31.3)  | 7.7 (45.9)  | 10.9 (51.6) | 7.9 (46.2)  | 0.2 (32.4)   | −10.9 (12.4)  | −24.8 (−12.6) | −33.1 (−27.6) | −11.4 (11.5)  |
| أدنى درجة حرارة °م (°ف)           | −61.0 (−77.8) | −56.9 (−70.4) | −49.8 (−57.6) | −37.0 (−34.6) | −21.6 (−6.9) | −6.4 (20.5) | −3.7 (25.3) | −8.0 (17.6) | −18.9 (−2.0) | −38.7 (−37.7) | −50.8 (−59.4) | −57.9 (−72.2) | −61.0 (−77.8) |
| الهطول مم (إنش)                   | 15 (0.6)      | 12 (0.5)      | 14 (0.6)      | 28 (1.1)      | 52 (2.0)     | 91 (3.6)    | 108 (4.3)   | 91 (3.6)    | 79 (3.1)     | 50 (2.0)      | 27 (1.1)      | 16 (0.6)      | 583 (23.1)    |
| المصدر:                           |               |               |               |               |              |             |             |             |              |               |               |               |               |

## أعلام
- يفيجينيا كولودكو
- ادغار بريب